# Xavier De Beukelaer
Balthazar Philippe François Xavier De Beukelaer (Antwerpen, 1902 – Antwerpen, 1944. december 1.) világbajnok belga tőr- és párbajtőrvívó.